# Estação De La Concorde
A Estação De La Concorde é uma das estações do Metrô de Montreal, situada em Laval, entre a Estação Cartier e a Estação Montmorency. Faz parte da Linha Laranja.
Foi inaugurada em 28 de abril de 2007. Localiza-se no Boulevard de la Concorde. Atende o bairro de Laval-des-Rapides.